# Jizzax

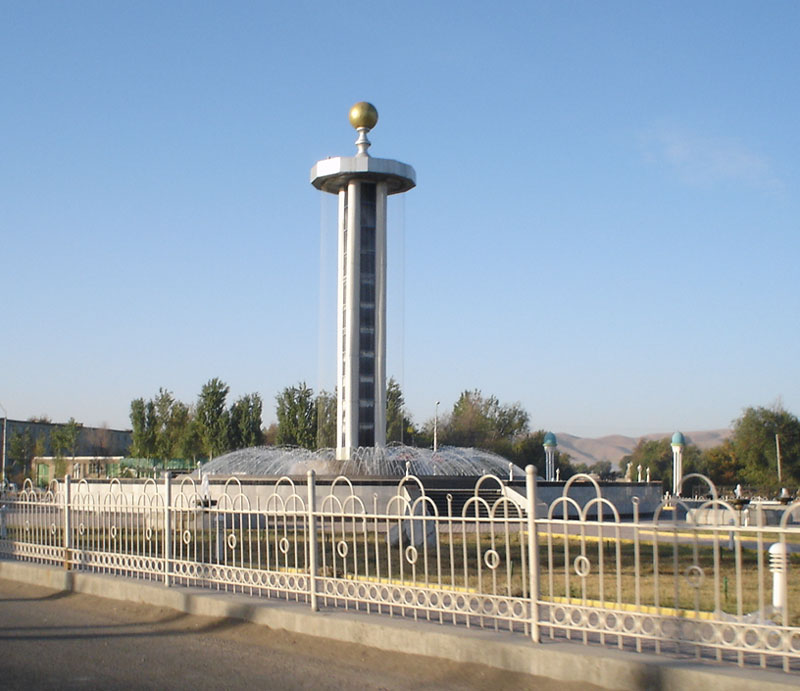
Fontän

Jizzax; före självständigheten även ryska: Джизак: Dzjizak) är en stad med 126 400 invånare (1999) i centrala Uzbekistan, belägen nordväst om Samarkand på 378 meters höjd. Staden är huvudort i provinsen Jizzax viloyati och distriktet Sharof Rashidov tumani. Den ligger i utkanten av Mirzatjulstäppen, nära det strategiska Dzjilanutipasset i Turkestanbergen, och befäster vägen till Zeravsjandalen, Samarkand och Buchara. Staden har två universitet med totalt omkring 7 000 studenter.

## Historia
Namnet kommer av det sogdiska ordet för "litet fort". Den nuvarande staden byggdes på ruinerna av den sogdiska staden Usrushana. Den var en viktig knutpunkt längs Sidenvägen mellan Samarkand och Ferganadalen. Efter den arabiska erövringen av Sogdiana brukades staden som marknadsstad för nomaderna och de bosatta jordbrukarna. Araberna byggde ett antal rabat (blockhus) som skulle hysa gazier för att skydda folket. På 1800-talet hade dessa blockhus utvecklats till ett större fort tillhörigt emiratet Buchara. Den ryske generalen Michail Tjernjajev misslyckades sitt första försök att inta staden, men lyckades på det andra försöket, med endast 6 stupade som följd, medan det bland försvararna räknades 6000 döda. Den gamla staden förstördes till största del, och dess invånare utkastades, varpå ryska bosättare inflyttades.
År 1916 var Dzjizak centrum för ett uppror mot den ryska övermakten; detta kvästes dock snabbt. År 1917 föddes Sjaraf Rasjidovitj Rasjidov, senare sekreterare i det uzbekiska kommunistpartiet, i staden. Den nutida staden är ombyggd i europeiskt snitt; nästan inget återstår från före sovjettiden.